# Palais Nostitz
Le Palais Nostitz (en Tchèque : Nostický palác, également Nosticův palác) est un palais baroque situé dans le quartier de Mala Strana, dans le centre de Prague. Le palais, qui possède un jardin attenant (Nosticová zahrada), est situé sur la place de Malte (Maltézské náměstí) à proximité immédiate du palais Buquoy (siège de l'Ambassade de France).

## Histoire
Le palais a été construit sur l'emplacement d'un jardin et de deux maisons démolies. Johann Hartwig de Nostitz-Rieneck le fit construire après 1662 . L'architecte Francesco Caratti a construit le bâtiment dans un style baroque. Le portail rococo a été ajouté plus tard en 1765 par Anton Haffenecker.
Dans le palais, la famille Nostitz conservait sa collection de pièces de monnaie ainsi que sa collection de peintures. Celle ci se trouve maintenant à la Galerie nationale de Prague. La bibliothèque de 15 000 volumes se trouve toujours dans le palais. Elle est gérée par le musée national de Prague .
En 1908, le palais fut électrifié. À partir de 1924, le ministère de la Culture et l'ambassade des Pays-Bas (jusqu'en 1996) ont utilisé le bâtiment. Depuis 1958, le palais et le jardin sont classés monuments culturels . De 1998 à 2002, le palais a été entièrement rénové et agrandi pour devenir le siège du ministère Tchèque de la Culture.

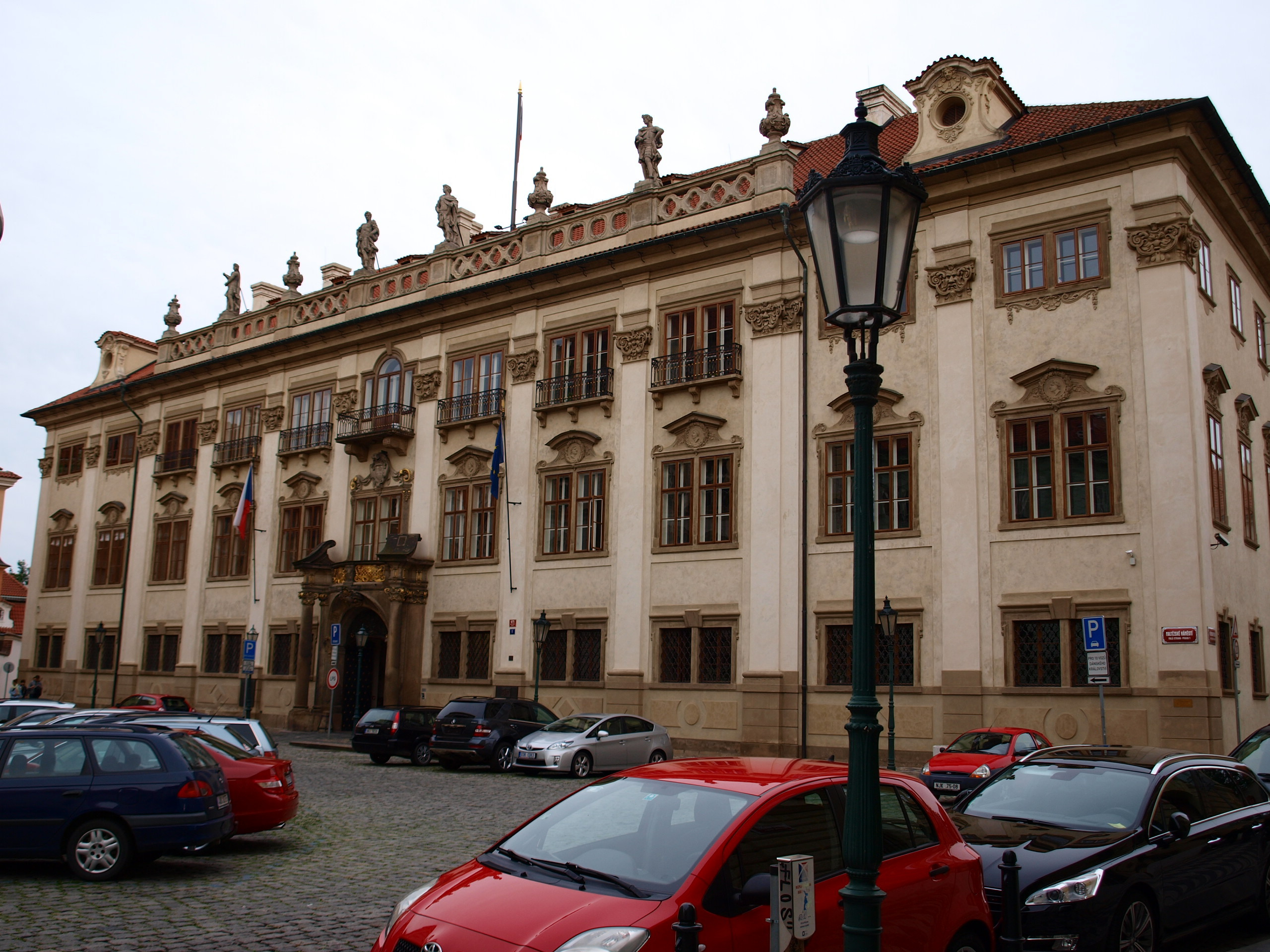
Palais Nostitz - Ministère de la Culture de la République tchèque
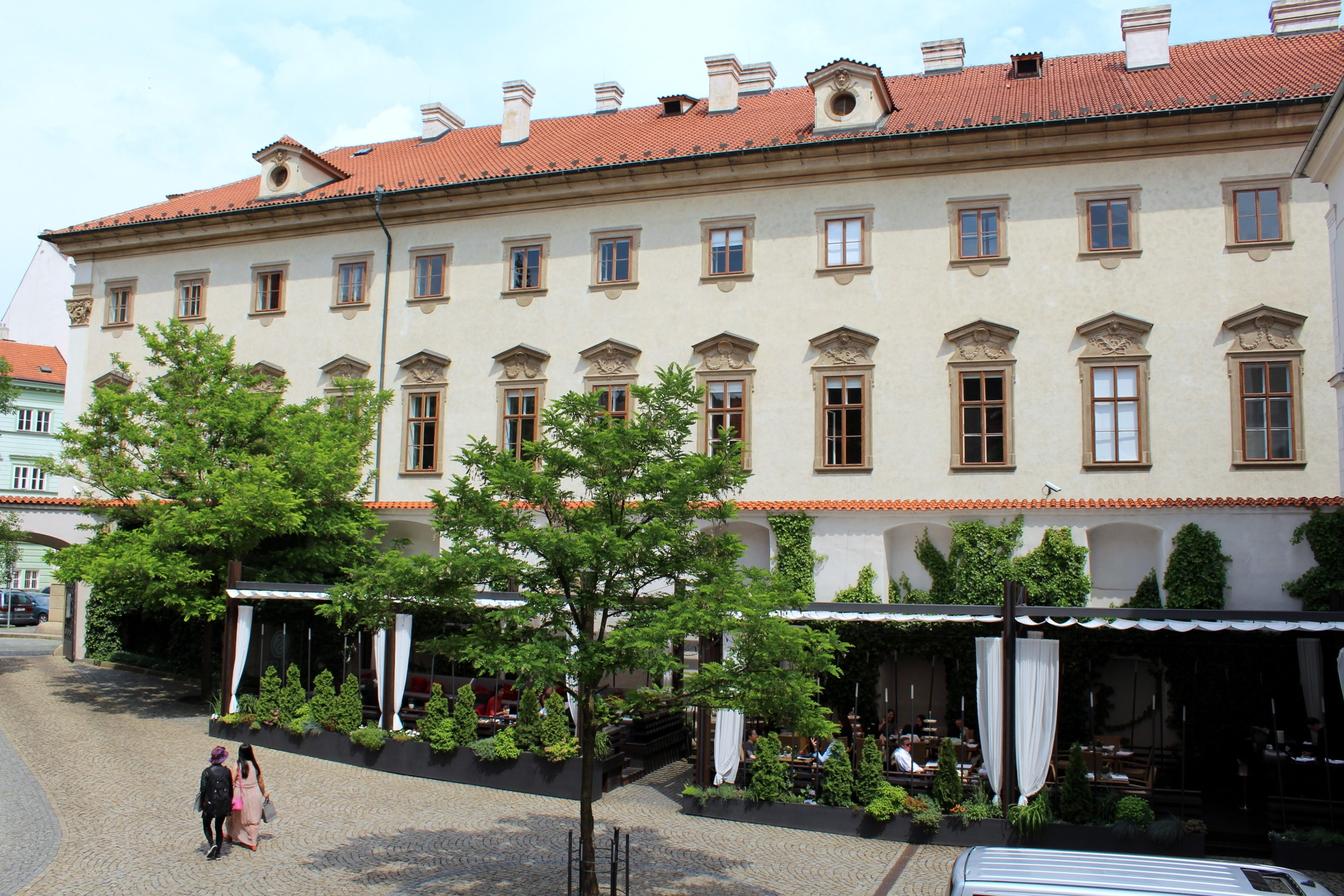
Côté arrière

## Liens Web
- Ministère de la culture de la République tchèque
- Palais Nostitz sur archINFORM Palais Nostitz sur archINFORM Palais Nostitz sur archINFORM Palais Nostitz sur archINFORM arch INFORM Palais Nostitz sur archINFORM